# Димово (община)
Димово (болг. Община Димово) — община в Болгарии. Входит в состав Видинской области. Население составляет 7299 человек (на 14 ноября 2008 года).
Административный центр — город Димово.
Кмет (мэр) общины — Тодор Илиев Тодоров (коалиция в составе 2 партий: Болгарская социалистическая партия (БСП), Движение за права и свободы (ДПС)) по результатам выборов в правление общины.

## Состав общины
В состав общины входят следующие населённые пункты:
1. село Арчар
2. село Бела
3. село Владиченци
4. село Воднянци
5. село Вырбовчец
6. село Гара-Орешец
7. город Димово
8. село Дылго-Поле
9. село Дыржаница
10. село Извор
11. село Карбинци
12. село Кладоруб
13. село Костичовци
14. село Лагошевци
15. село Мали-Дреновец
16. село Медовница
17. село Орешец
18. село Острокапци
19. село Септемврийци
20. село Скомля
21. село Шипот
22. село Янёвец
23. село Ярловица